# Cornelis Tromp
Cornelis Maartenszoon Tromp (ur. 9 września 1629 w Rotterdamie, zm. 29 maja 1691 w Amsterdamie) – admirał holenderski.
Urodził się jako drugi syn admirała porucznika (Luitenant Admiraal) Maartena Trompa i Dignom Cornelisdochter de Haes.

## Początki i pierwszy występek
W 1642 został wysłany do Harfleur we Francji, by uczyć się języka od kalwińskiego kaznodziei. 1 września 1643 dołączył do ojca na jego okręcie flagowym Aemilia. We wrześniu 1645 został porucznikiem (Luitenant). 22 sierpnia 1649 został pełnym kapitanem. Służył podczas pierwszej wojny angielsko-holenderskiej, walczył w bitwie pod Livorno, lecz nie otrzymał dowództwa nad flotą śródziemnomorską po śmierci Van Galena, awansując jedynie na kontradmirała Admiralicji Maas dnia 11 listopada 1653 po śmierci swego ukochanego ojca Maartena. W 1656 brał udział w odsieczy Gdańska. W 1658 wyszło na jaw, że używał powierzonego sobie okrętu wojennego do przewożenia towarów luksusowych. Ukarano go grzywną i zakazano dowodzenia okrętem do 1662.

## Wiceadmirał, wojna z Anglią, kolejna kara i intrygi
29 stycznia 1665, tuż przed drugą wojną angielsko-holenderską awansował na wiceadmirała. W bitwie pod Lowestoft zapobiegł katastrofie przejmując dowództwo nad flotą i umożliwiając wycofanie większości sił holenderskich.
Zyskując nagle popularność 23 lipca 1665 otrzymał tymczasowo naczelne dowództwo nad flotą holenderską jako admirał-porucznik (Luitenant Admiraal), lecz musiał zrzec się tej funkcji (ale nie stopnia) na rzecz admirała-porucznika De Ruytera. Po przeniesieniu do Admiralicji Amsterdamu walczył w bitwie czterodniowej oraz w bitwie pod North Foreland. Po tej bitwie został obwiniony przez De Ruytera o niesubordynację i odsunięty od służby w sierpniu 1666. W tym okresie podejrzewany był także o udział w spiskach przeciwko rządowi Holandii.

## Oranżyści przy władzy
Gdy do władzy w Holandii doszli Oranżyści (Tromp był ich gorącym zwolennikiem), wrócił do służby we flocie holenderskiej w kwietniu 1673, by walczyć podczas trzeciej wojny angielsko-holenderskiej przeciwko Francuzom i Anglikom. Pod wodzą De Ruytera wziął udział w trzech bitwach, a wyróżnił się w dwóch - pod Schooneveld i pod Texel w sierpniu 1673. Walczył przy tym ze swoim osobistym wrogiem Edwardem Spraggem (który utonął). W 1675 król Anglii Karol II nadał mu tytuł baroneta, jednak podczas wizyty w Oksfordzie odmówiono mu przyznania tytułu doktora honoris causa.

## Służba w Danii
8 maja 1676 został Admirałem Generałem duńskiej floty oraz kawalerem Orderu Słonia, najwyższego odznaczenie królestwa Danii. W 1677 król Danii Chrystian V obdarzył go tytułem hrabiego. Pobił Szwedów w bitwie pod Olandią; było to jedyne jego zwycięstwo jako dowódcy floty.

## Naczelny wódz floty Holandii, bezczynność i śmierć
Dnia 6 lutego 1679 został Admirałem Porucznikiem Generałem (luitenant-admiraal-generaal) floty holenderskiej. Jednak wojna z Anglią już się skończyła i Tromp nigdy nie walczył na tym stanowisku. W Anglii władzę przejął Wilhelm III Orański, którego Tromp był gorącym zwolennikiem. Od tego momentu, aż do śmierci Trompa, Holandia nie miała poważnego przeciwnika na morzu. Cornelis Tromp zmarł w Amsterdamie w 1691, z umysłem zniszczonym przez alkohol i wyrzuty sumienia, jako oficjalny wódz holenderskiej floty.

## Próba oceny
Tromp był bardzo agresywnym dowódcą eskadry który osobiście rozkoszował się walką, preferując bezpośredni atak z wykorzystaniem korzystnego wiatru nad taktykę linii bojowej. Wskutek takiego temperamentu musiał często zmieniać okręt w trakcie bitwy: 4 razy podczas bitwy czterodniowej, 3 razy pod Schooneveld i 2 razy pod Texel. Pomimo niebezpieczeństwa, na jakie narażał swoje załogi, był przez nich lubiany, głównie z powodu swobodnych obyczajów. Oficerów równych mu stopniem, lub wyższych, traktował natomiast z pogardą i lekceważeniem. Do dziś kojarzony jest z brakiem dyscypliny. Był niezwykle zazdrosny o sławę De Ruytera, jednak zawsze traktował go z szacunkiem.